# Mati (Filippine)
Mati è una municipalità di prima classe delle Filippine, capoluogo della Provincia di Davao Oriental, nella Regione del Davao.
Il Republic Act N. 9408 aveva concesso a Mati lo status di città; il 18 novembre 2008 la Corte Suprema delle Filippine ha però accolto un ricorso della Lega delle Città delle Filippine annullando la trasformazione in città di 16 municipalità, tra cui Mati.
Mati è formata da 26 baranggay:
- Badas
- Bobon
- Buso
- Cabuaya
- Central (Pob.)
- Culian
- Dahican
- Danao
- Dawan
- Don Enrique Lopez
- Don Martin Marundan
- Don Salvador Lopez Sr.
- Langka

- Lawigan
- Libudon
- Luban
- Macambol
- Mamali
- Matiao
- Mayo
- Sainz
- Sanghay
- Tagabakid
- Tagbinonga
- Taguibo
- Tamisan